# 三道关镇
三道关镇，是中华人民共和国黑龙江省牡丹江市爱民区下辖的一个镇。
2012年6月26日，黑龙江省民政厅批复同意撤销北安乡，设立三道关镇。

## 行政区划
三道关镇下辖以下地区：
三道关村、放牛村、大砬子村、丰收村、江西村、银龙村、八达村、北安村、前进村、金龙村、新荣村和平安村。